# Стрељаштво на Летњим олимпијским играма 2012 — ваздушни пиштољ 10 метара за жене
Такмичење у стрељаштву у дисциплини ваздушни пиштољ 10 метара у женској конкуренцији на Летњим олимпијским играма 2012. у Лондону одржано је 29. јула у Краљевском стрељачком центру.
Учествовала су укупно 49 стрелкиња из 38 земаља, а такмичење се одвијало у два дела. Кроз квалификације пласман у финале обезбедило је 8 најбољих стрелкиња.

## Освајачи медаља
|      | Резултат |      | Резултат |      | Резултат |
|      |          |      |          |      |          |
| [[]] |          | [[]] |          | [[]] |          |

## Рекорди
Пре почетка олимпијског такмичења у овој дисциплини важили су следећи рекорди:
| Рекорди у квалификацијама |                   |     |                 |                  |
| Светски рекорд            | Светлана Смирнова | 393 | Минхен, Немачка | 23. мај 1998.    |
| Олимпијски рекорд         | Наталија Падерина | 391 | Пекинг, Кина    | 10. август 2008. |

| Финални рекорди   |            |                     |                 |                  |
| Светски рекорд    | Жен Ђе     | 493,5 (390 + 103,5) | Минхен, Немачка | 22. мај 1999.    |
| Олимпијски рекорд | Гуо Венђин | 492,3 (390 + 102,3) | Пекинг, Кина    | 10. август 2008. |